# Endorete pertusum
Endorete pertusum är en svampdjursart som beskrevs av Topsent 1928. Endorete pertusum ingår i släktet Endorete och familjen Euretidae.
Artens utbredningsområde är havet kring Japan. Inga underarter finns listade i Catalogue of Life.